# Štěpán Taurinus
Štěpán Taurinus či Stephanus Taurinus (1485? Svitavy – 11. června 1519 Sibiu, Uherské království), vlastním jménem Stephan Stieröxel, někdy s přízviskem Olomoucký, uváděn též maďarsky jako István Taurinus, byl humanistický vzdělanec, teolog, vratislavský a olomoucký kanovník počátku 16. století. Několik let působil ve službách ostřihomského arcibiskupa Tamáse Bakócze. V roce 1519 vydal knihu Stauromachia, popis Dóžova povstání (1514), doplněný zeměpisnou částí, jež obsahovala první seznam olomouckých humanistů a popis města Olomouce, včetně prvního popisu olomouckého orloje.

## Život
Štěpán Stieröxel se narodil kolem roku 1485, podle jiných odhadů v roce 1480 či v roce 1488, ve Svitavách, přestože se podepisoval jako „Olomoucký“ (Olmützer, Olomuncesis). Ze svých příbuzných Taurinus uvádí pouze Martina Göschla, s nímž byl sešvagřen. Na počátku 16. století pobýval v Olomouci, byl odchovancem městské školy u svatého Mořice, později se přesunul na univerzitu do Vídně, aby zde studoval svobodná umění a právo. V letním semestru 1502 je v univerzitní matrice zapsán v rámci uherského národa společně se svým potenciálním příbuzným Martinem Rosembergerem, rovněž ze Svitav. Ve druhé polovině roku 1506 byl již uváděn jako držitel magisterského titulu. Stal se rovněž doktorem práv.
Ve Vídni Taurinus studoval u Conrada Celtise společně s pozdějšími významnými olomouckými humanisty – Janem ze Zvole, Wolfgangem Langem, Řehořem Nitschem a Jiřím Žabkou; podobně jako oni pak šířil Celtisovy myšlenky na Moravě. K jeho dalším významným učitelům patřili Thomas Resch, scholastik Johann Heckmann, Rupert Hedel, Wolfgang Heytel, Martin Edlinger, Christoph Kulber a známý lékař a astronom Georg Tannstetter. Není zcela jasné, zda Štěpán Taurinus svá studia dokončil ve Vídni, nebo zda pobýval i na některé z italských univerzit, jak bylo v tomto období zvykem. O jeho pohybech po dostudování není mnoho známo, lze předpokládat, že cestoval. Ze zmínky v Stauromachii vyplývá, že navštívil Panonii, Srbsko, Bulharsko a Sedmihradsko.
Před rokem 1512 vstoupil Taurinus do služeb ostřihomského arcibiskupa Tamáse Bakócze, přičemž pobýval v Ostřihomi i jinde v Maďarsku, v Římě či ve Vídni. V roce 1515 je doložena jeho přítomnost v Zábrdovickém klášteře u Brna, kde vystupuje jako svědek při uzavření smlouvy. Byl vážen pro svou veselost a vtip. V roce 1516 se ještě v Ostřihomi zasloužil o vydání Compendinaria, jejímž autorem byl Johannes Borgbirius (Borgbier z Nisy), dvorní matematik, astrolog a astronom. Taurinus knihu uvedl básní v jedenáctislabičném verši.
V roce 1517 se Taurinus přesunul do transylvánského města Alba Iulia, kde se stal generálním vikářem. Po devíti měsících však vážně onemocněl a lékař mu nedoporučil další intelektuální činnost. V roce 1518 se zabýval především prací na svém básnickém eposu Stauromachia. Ten vydal v roce 1519 ve Vídni. Je psán v hexametru, vychází z antických vzorů a zachycuje Dóžova povstání (1514). Podle Alberta Pražáka byla tato rozsáhlá báseň o dvou tisících veršů napsána pod dojmem zážitků z tureckých útoků, rolnického povstání a rozhovorů s Janem Turzem a Václavem z Vilhartic; je málo dějová, jde především o oslavu šlechty a duchovenstva, zatímco kriticky nahlíží na nižší vrstvy a na husity. Knihu uvedli svým doporučením Ulrich Fabri a Franciscus Siculus.
K dílu byly v indexu připojeny zeměpisné poznámky a mezi nimi také popis Olomouce a první seznam olomouckých humanistů. Humanisté jsou zde chváleni jakožto „početný sbor učenců“. Z textu je zjevné, že se jednalo o jeho kolegy ze Sodalitas Maeierhofiana. Taurinus zachycuje olomoucké měšťany jako vlídné a pořádkumilovné, duchovenstvo pak jako počestné, mravné a pohostinné, lepší než mnozí mniši žijící v klášterech. Podává také první popis olomouckého orloje, jenž je podle něj „mistrně zhotoven“ a může se pochlubit „některými podivuhodnými pohyblivými znameními“.
Taurinus zemřel 11. 6. 1519 v sedmihradském Sibiu.